# Hördter Mühle
Die Hördter Mühle (früher auch Hördtermühle) ist eine stillgelegte Wassermühle und ein Wohnplatz der Stadt Murrhardt im baden-württembergischen Rems-Murr-Kreis. Der Ort liegt im Naturpark Schwäbisch-Fränkischer Wald.

## Geographische Lage
Der Wohnplatz liegt etwa 4 Kilometer nordwestlich des Stadtzentrums von Murrhardt im Trauzenbach-Tal, am Zusammenfluss von Trauzenbach, Katzenbach und Altseebach. Umliegende Orte sind der Wacholderhof, Braunbühl, Steinberg, der Bärleshof und der Spechtshof, Hintermurrhärle, Kieselhof und Hördthof.

## Geschichte
Erstmals erwähnt wurde die Mühle 1739, als sie sich noch im Bau befand. 1742 wurde die Anlage vollendet. Das Wohnhaus wurde 1763 von Jacob Schad errichtet. Die Mühle diente als Säge- und Getreidemühle sowie als Futterschneide. 1908 hatte die Mühle eine Leistung von 4 PS. Der Mahlbetrieb wurde nach dem Ersten Weltkrieg eingestellt. 1929 wurde die Mühle als nicht mehr nutzungsfähig beschrieben und diente als Wohnhaus. In den 1990er Jahren wurde das Anwesen verkauft und grundlegend renoviert. Der Mühlkanal ist weitgehend verlandet. Die Hördter Mühle steht unter Denkmalschutz.

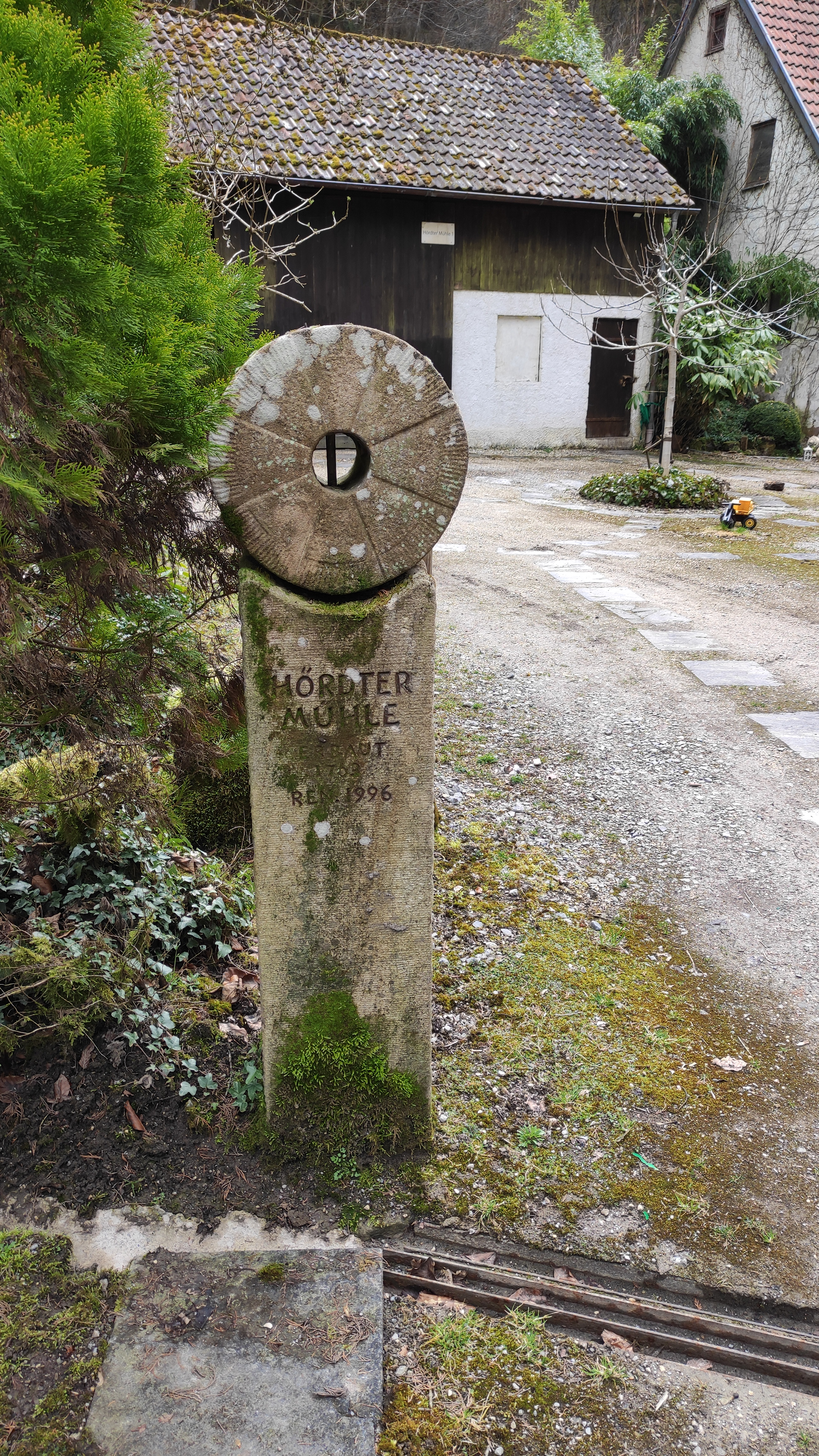
Zugang
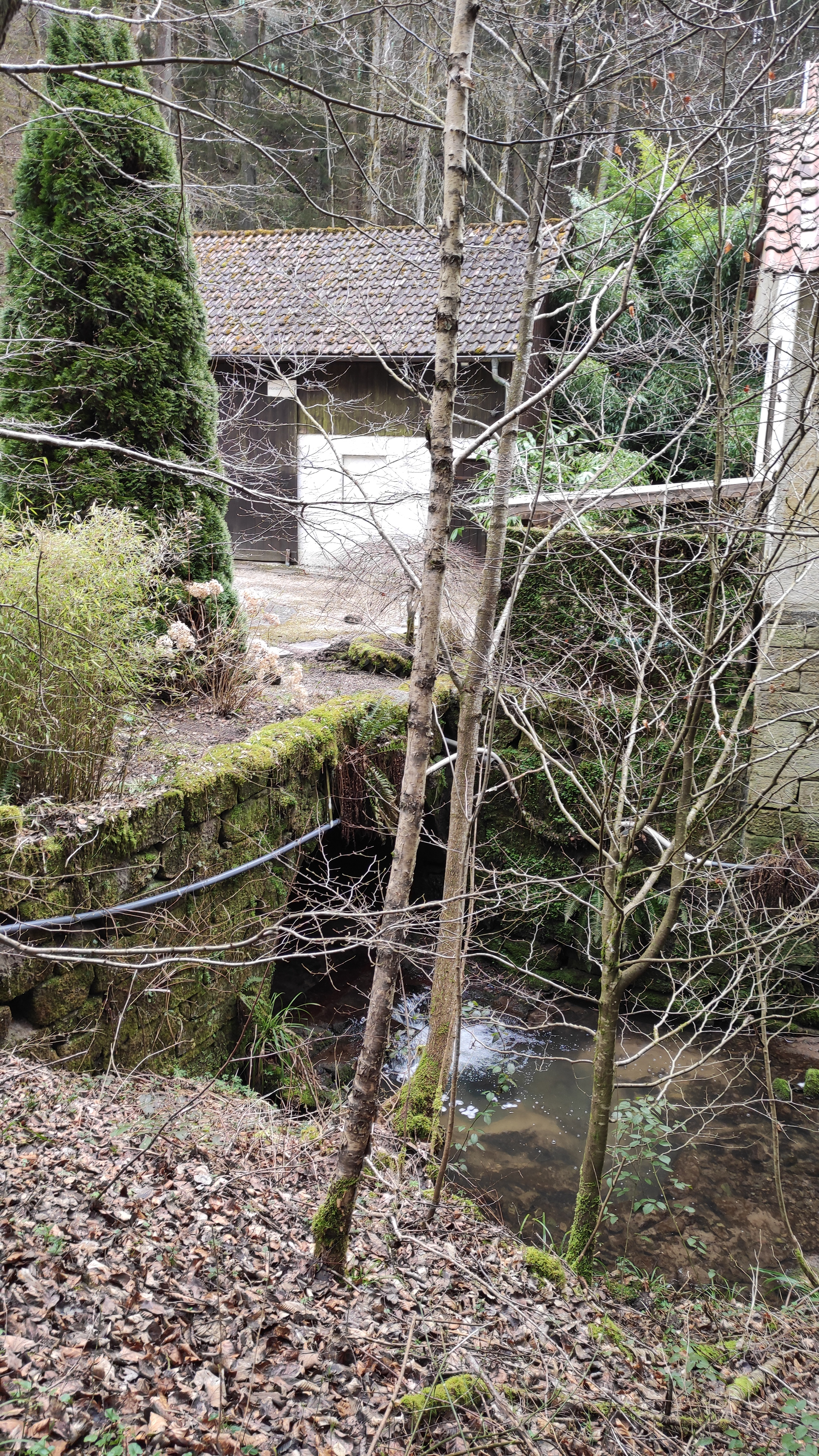
Brücke
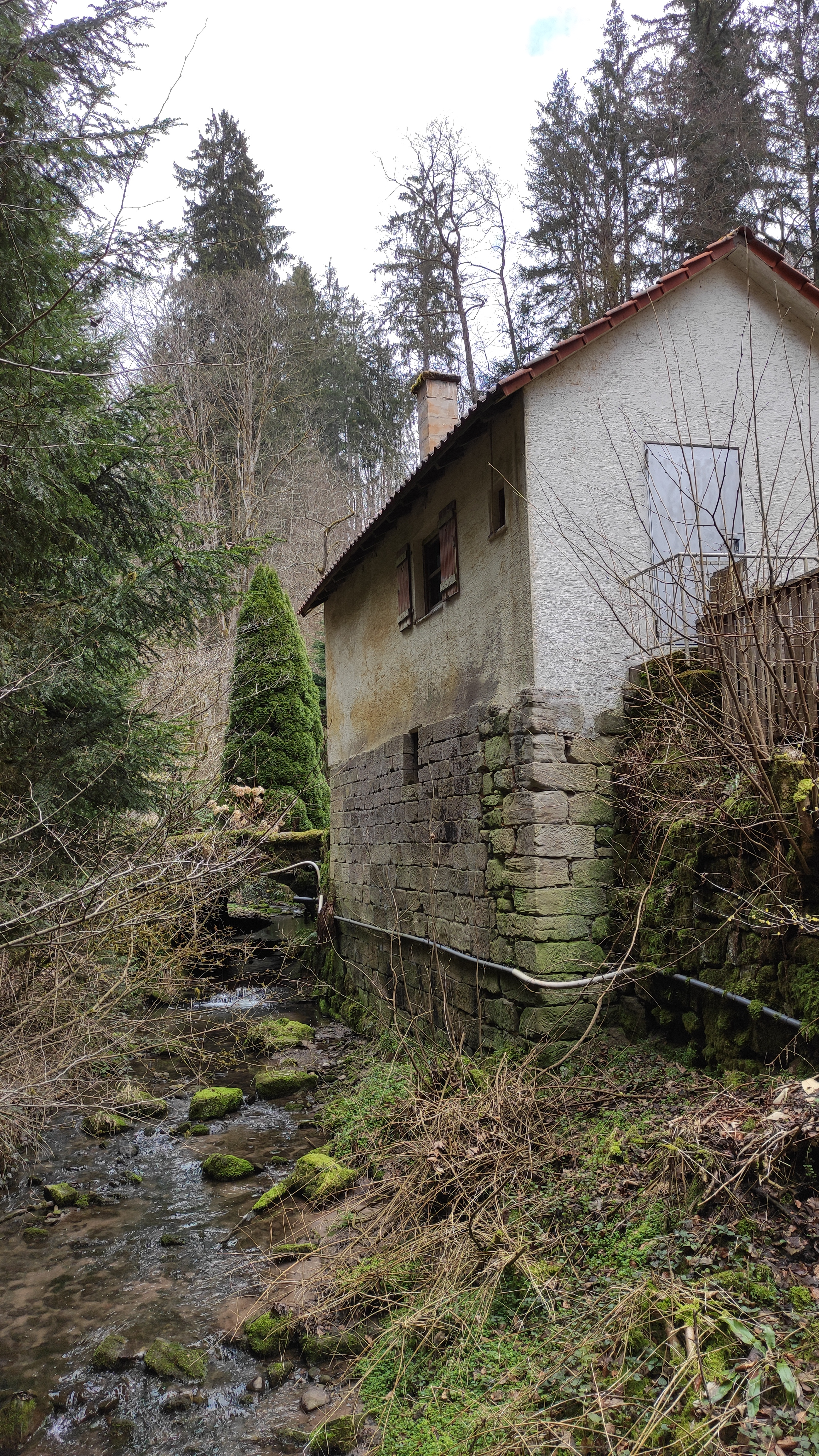
Seitenansicht
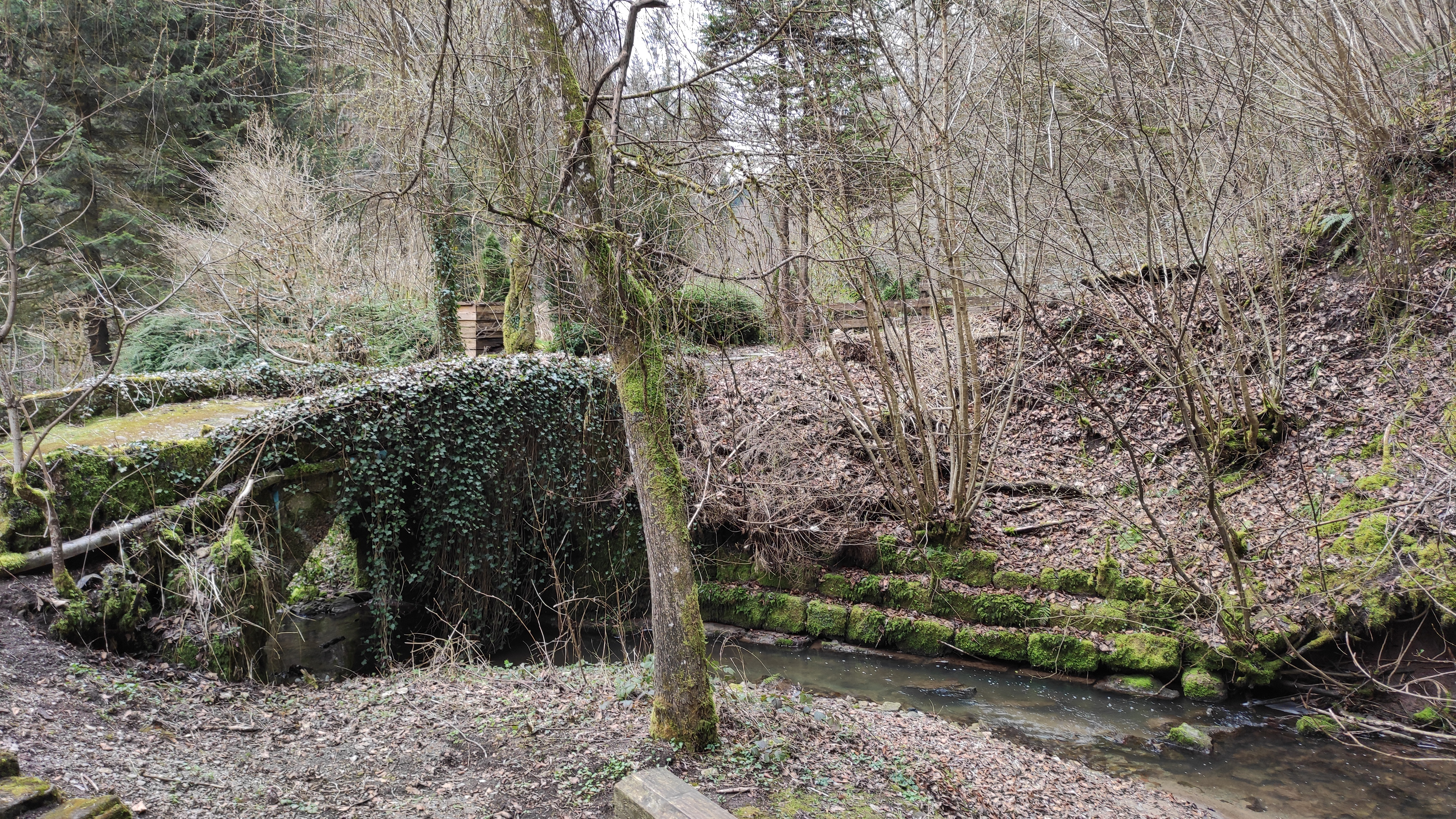
Brücke

### Einwohnerentwicklung
- 1871: 11 Einwohner[1]
- 1881: 11 Einwohner[2]